# Чемпіонат Європи з легкої атлетики в приміщенні 2005
Чемпіонат Європи з легкої атлетики в приміщенні 2005 відбувся 4-6 березня у Мадриді в Палаці спорту.
Починаючи з 1992 (відколи чемпіонати стали проводитись раз на два роки), цей чемпіонат став першим, що проходив у непарний рік задля уникнення його проведення в один рік із літнім чемпіонатом Європи та чемпіонатом світу в приміщенні. Це зумовило трирічну (замість звичних двох років) перерву після попередньої європейської континентальної першості в приміщенні-2002.
На чемпіонаті в Мадриді востаннє в історії континентальних першостей в приміщенні був представлений біг на 200 метрів.

## Призери

### Чоловіки
| Дисципліни            | Золото                                                 | Золото     | Срібло                                                                      | Срібло  | Бронза                                                               | Бронза  |
| --------------------- | ------------------------------------------------------ | ---------- | --------------------------------------------------------------------------- | ------- | -------------------------------------------------------------------- | ------- |
| 60 метрів[a]          | Джейсон Гарденер Велика Британія                       | 6,55       | Рональд Поньйон Франція                                                     | 6,62    | Костянтин Васюков Україна                                            | 6,62    |
| 200 метрів            | Тобіас Унгер Німеччина                                 | 20,53      | Кріс Ламберт Велика Британія                                                | 20,69   | Марцин Урбась Польща                                                 | 21,04   |
| 400 метрів            | Девід Гіллік Ірландія                                  | 46,30      | Давід Каналь Іспанія                                                        | 46,64   | Себастьян Гацка Німеччина                                            | 46,88   |
| 800 метрів            | Дмитро Богданов Росія                                  | 1.48,61    | Антоніо Мануель Рейна Іспанія                                               | 1.48,76 | Хуан де Діос Хурадо Іспанія                                          | 1.49,11 |
| 1500 метрів           | Іван Гешко Україна                                     | 3.36,70 CR | Хуан Карлос Ігуеро Іспанія                                                  | 3.37,98 | Реєс Естевес Іспанія                                                 | 3.38,90 |
| 3000 метрів           | Алістер Крегг Ірландія                                 | 7.46,32    | Джон Мейок Велика Британія                                                  | 7.51,46 | Реєс Естевес Іспанія                                                 | 7.51,65 |
| 60 метрів з бар'єрами | Ладжі Дукуре Франція                                   | 7,50       | Феліпе Віванкос Іспанія                                                     | 7,61    | Роберт Кронберг Швеція                                               | 7,65    |
| 4×400 метрів          | ФранціяРішар Моньє Ремі Валлар Бріс Панель Марк Ракіль | 3.07,90    | Велика БританіяДейл Гарланд Денієл Коссінс Річард Девенпорт Гарет Ворбертон | 3.09,53 | РосіяАндрій Полукеєв Олександр Усов Дмитро Форшев Олександр Борщенко | 3.09,63 |
| Стрибки у висоту      | Стефан Гольм Швеція                                    | 2,40       | Ярослав Рибаков Росія                                                       | 2,38    | Павло Фоменко Росія                                                  | 2,32    |
| Стрибки з жердиною    | Ігор Павлов Швеція                                     | 5,90 CR    | Денис Юрченко Україна                                                       | 5,85    | Тім Лобінгер Німеччина                                               | 5,80    |
| Стрибки у довжину     | Хоан Ліно Мартінес Іспанія                             | 8,37       | Богдан Церуш Румунія                                                        | 8,14    | Володимир Зюськов Україна                                            | 7,99    |
| Потрійний стрибок     | Ігор Спасовходський Росія                              | 17,20      | Микола Саволайнен Україна                                                   | 17,01   | Олександр Петренко Росія                                             | 16,98   |
| Штовхання ядра        | Йоахім Ольсен Данія                                    | 21,19      | Рутгер Сміт Нідерланди                                                      | 20,79   | Мануель Мартінес Іспанія                                             | 20,51   |
| Семиборство           | Роман Шебрле Чехія                                     | 6232       | Олександр Погорєлов Росія                                                   | 6111    | Роланд Шварцль Австрія                                               | 6064    |

a  Допінг-проба, взята по завершенні чоловічого фіналу з бігу на 60 метров у срібного призера Марка Льюїса-Френсіса з Великої Британії, дала позитивний результат на наявність в організмі спортсмена слідів вживання марихуани. Починаючи з 2004, вона була включена Всесвітнім антидопінговим агентством до переліку заборонених субстанцій. У травні 2005 Британська федерація легкої атлетики винесла спортсмену публічне попередження у зв'язку з таким інцидентом, а його результат на чемпіонаті Європи в приміщенні (2-е місце, 6,59) відповідно до правил був анульований.

### Жінки
| Дисципліни            | Золото                                                           | Золото      | Срібло                                                               | Срібло  | Бронза                                                                 | Бронза  |
| --------------------- | ---------------------------------------------------------------- | ----------- | -------------------------------------------------------------------- | ------- | ---------------------------------------------------------------------- | ------- |
| 60 метрів             | Кім Геварт Бельгія                                               | 7,16        | Георгія Коклоні Греція                                               | 7,18    | Марія Карастаматі Греція                                               | 7,25    |
| 200 метрів            | Івет Лалова Болгарія                                             | 22,91       | Карін Майр Австрія                                                   | 22,94   | Жаклін Пулман Нідерланди                                               | 23,42   |
| 400 метрів            | Світлана Поспєлова Росія                                         | 50,41       | Світлана Усович Білорусь                                             | 50,55   | Ірина Росіхіна Росія                                                   | 52,05   |
| 800 метрів            | Лариса Чжао Росія                                                | 1.59,97     | Майте Мартінес Іспанія                                               | 2.00,52 | Наталія Циганова Росія                                                 | 2.01,62 |
| 1500 метрів           | Олена Ягер Румунія                                               | 4.03,09     | Коріна Думбревян Румунія                                             | 4.05,88 | Гінд Дехіба Франція                                                    | 4.07,20 |
| 3000 метрів[b]        | Лідія Хоєцька Польща                                             | 8.43,76     | Зузанне Пумпер Австрія                                               | 8.47,74 | Сабріна Моккенгаупт Німеччина                                          | 8.47,76 |
| 60 метрів з бар'єрами | Сюзанна Каллур Швеція                                            | 7,80        | Єнні Каллур Швеція                                                   | 7,99    | Кірстен Больм Німеччина                                                | 8,00    |
| 4×400 метрів          | РосіяТетяна Левіна Юлія Носова Ірина Росіхіна Світлана Поспєлова | 3.28,00 CR  | ПольщаАнна Гузовська Моніка Бейнар Марта Хруст-Рожей Малгожата Пскіт | 3.29,37 | Велика БританіяМелані Перкісс Донна Фрейзер Кетрін Мерфі Лі Макконнелл | 3.29,81 |
| Стрибки у висоту      | Анна Чичерова Росія                                              | 2,01        | Рут Бейтья Іспанія                                                   | 1,99    | Венеліна Венева Болгарія                                               | 1,97    |
| Стрибки з жердиною    | Олена Ісинбаєва Росія                                            | 4,90 WIR CR | Анна Роґовська Польща                                                | 4,75    | Моніка Пирек Польща                                                    | 4,70    |
| Стрибки у довжину[c]  | Найде Гомеш Португалія                                           | 6,70        | Стіліані Пілату Греція                                               | 6,64    | Адіна Антон РумуніяБ'янка Капплер Німеччина                            | 6,53    |
| Потрійний стрибок     | Вікторія Гурова Росія                                            | 14,74       | Магделін Мартінес Італія                                             | 14,54   | Карлота Кастрехана Іспанія                                             | 14,45   |
| Штовхання ядра        | Надія Остапчук Білорусь                                          | 19,37       | Крістіна Забавська Польща                                            | 18,60   | Ольга Рябінкіна Росія                                                  | 18,83   |
| П'ятиборство          | Кароліна Клюфт Швеція                                            | 4948 CR     | Келлі Сатертон Велика Британія                                       | 4733    | Наталія Добринська Україна                                             | 4667    |

b  У квітні 2006 ІААФ повідомила про дискваліфікацію турецької бігунки на довгі дистанції ефіопського походження Тезети Денгерси. У її допінг-пробі, взятій на чемпіонаті Європи в приміщенні-2005, була виявлена заборонена речовина метенолон. Спортсменка була відсторонена від участі в змаганнях на 2 роки та позбавлена срібної медалі зимової європейської першості, завойованої в бігу на 3000 метрів з результатом 8.46,65.

c  Завершальна спроба німецької стрибунки в довжину Б'янки Капплер була виміряна некоректно, про що спортсменка повідомила суддів по завершенні змагань. З показаним у ній результатом 6,96 м (що було на 25 сантиметрів краще за її особистий рекорд) вона стала б чемпіонкою Європи в приміщенні. Після тривалого розбору судді визнали помилку та запропонували повторити цю єдину спробу наступного дня. Капплер відмовилась, звернувши увагу на відсутність правил щодо такого перестрибування. Виходячи з телевізійної трансляції, німкеня приземлилась у своєму останньому стрибку приблизно на відмітці 6,65 м, чого було би достатньо для медалі. На підставі всіх фактів журі ухвалило рішення анулювати шосту спробу німецької спортсменки (у фінальному протоколі з результатом 6,53 м вона посіла 7-е місце) та вручити їй другу бронзову медаль.

## Медальний залік
| Місце                | Країна               | Золото | Срібло | Бронза | Загалом |
| -------------------- | -------------------- | ------ | ------ | ------ | ------- |
| 1                    | Росія                | 9      | 2      | 6      | 17      |
| 2                    | Швеція               | 3      | 1      | 1      | 5       |
| 3                    | Франція              | 2      | 1      | 1      | 4       |
| 4                    | Ірландія             | 2      | 0      | 0      | 2       |
| 5                    | Іспанія              | 1      | 6      | 5      | 12      |
| 6                    | Велика Британія      | 1      | 4      | 1      | 6       |
| 7                    | Польща               | 1      | 3      | 2      | 6       |
| 8                    | Україна              | 1      | 2      | 3      | 6       |
| 9                    | Румунія              | 1      | 2      | 1      | 4       |
| 10                   | Білорусь             | 1      | 1      | 0      | 2       |
| 11                   | Німеччина            | 1      | 0      | 5      | 6       |
| 12                   | Болгарія             | 1      | 0      | 1      | 2       |
| 13                   | Бельгія              | 1      | 0      | 0      | 1       |
| 13                   | Данія                | 1      | 0      | 0      | 1       |
| 13                   | Португалія           | 1      | 0      | 0      | 1       |
| 13                   | Чехія                | 1      | 0      | 0      | 1       |
| 17                   | Австрія              | 0      | 2      | 1      | 3       |
| 17                   | Греція               | 0      | 2      | 1      | 3       |
| 19                   | Нідерланди           | 0      | 1      | 1      | 2       |
| 20                   | Італія               | 0      | 1      | 0      | 1       |
| Загалом (20 збірних) | Загалом (20 збірних) | 28     | 28     | 29     | 85      |

## Відео
- Стрибок з жердиною Дениса Юрченка на 5,85 м на YouTube
- Переможна спроба Йоахіма Ольсена у штовханні ядра на 21,19 м на YouTube

## Виступ українців
| Чоловіки (13) | Чоловіки (13)       | Чоловіки (13) | Чоловіки (13)    |
| Місце         | Атлет               | Дисципліна    | Результат        |
| ------------- | ------------------- | ------------- | ---------------- |
| 1             | Іван Гешко          | 1500 м        | 3.36,70          |
| 2             | Денис Юрченко       | жердина       | 5,85             |
| 2             | Микола Саволайнен   | потрійний     | 17,01            |
| 3             | Костянтин Васюков   | 60 м          | 6,62             |
| 3             | Володимир Зюськов   | довжина       | 7,99             |
|               | Дмитро Глущенко     | 200 м         | 21,25 (20,89)[a] |
|               | Володимир Демченко  | 400 м         | 47,39 (46,87)    |
| пф            | Сергій Демидюк      | 60 м з/б      | 7,80 (7,79)      |
| кв            | Андрій Соколовський | висота        | 2,23             |
| кв            | Руслан Єременко     | жердина       | 5,60             |
| кв            | Владислав Ревенко   | жердина       | 5,40             |
| кв            | Олексій Лукашевич   | довжина       | 7,81             |
| кв            | Валерій Васильєв    | довжина       | 7,67             |

| Жінки (8) | Жінки (8)                                                       | Жінки (8)    | Жінки (8)         |
| Місце     | Атлетка                                                         | Дисципліна   | Результат         |
| --------- | --------------------------------------------------------------- | ------------ | ----------------- |
| 3         | Наталія Добринська                                              | п'ятиборство | 4667              |
|           | Антоніна Єфремова Оксана Ілюшкіна Лілія Пілюгіна Наталія Пигида | 4×400 м      | 3.31,67           |
|           | Наталія Пигида                                                  | 400 м        | 52,63             |
|           | Тетяна Головченко                                               | 3000 м       | 9.10,09 (9.01,55) |
| пф        | Тетяна Петлюк                                                   | 800 м        | 2.11,09 (2.03,85) |
| кв        | Ірина Коваленко                                                 | висота       | 1,88              |

a  Тут і надалі у дужках вказаний більш високий результат, що був показаний на попередній стадії змагань (у кваліфікації чи забігу).